# Unisonic (serie di console)
Unisonic Tournament e Unisonic Olympian erano una linea di console di gioco casalinghe di prima generazione (console di tipo Pong) vendute tra il 1976 e il 1978 da Unisonic, azienda statunitense produttrice e distributrice di elettronica di consumo dagli anni 1970 agli anni 1990.

## Modelli

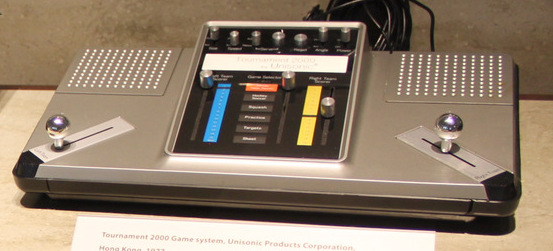
Tournament 2000

Come dozzine di produttori di elettronica di consumo, Unisonic commercializzò una serie di console dedicate alla fine degli anni 1970. Le console erano generalmente chiamate sistemi Pong, come la console prodotta da Atari, Inc. nel 1975. Unisonic commercializzò la sua prima console nel 1976: la Unisonic Sportsman T101, che forniva la possibilità di selezionare uno tra quattro giochi, due Paddle lineari e una pistola ottica. Unisonic fece seguire la prima Sportsman con una serie di varianti per tutto il 1976 e 1977, tutte per il mercato USA.
Come per la maggior parte dei sistemi Pong del 1970, le console Unisonic Sportsman e Tournament si basavano sul circuito integrato di General Instrument AY-3-8500-001, chip che conteneva 7 giochi. Le console Unisonic che non fornivano la pistola ottica, fornivano solo un sottoinsieme dei 7 giochi:Practice, Squash, Hockey e Tennis. La Tournament 150 è stata la prima console Unisonic equipaggiata con la pistola ottica, che permise di giocare anche a Skeet e Target.
Nel 1978 la società propose la sua ultima console di tipo Pong: la Olympian 2600, che forniva 10 giochi e sostituì con i joystick sia il paddle che la pistola ottica. È basata sul chip pong AY-3-8600 con l'aggiunta dei colori grazie al chip aggiuntivo AY-3-8615.
Nel 1978 la società commercializzò la console Champion 2711 basata su una vera CPU, il CP-1610 usato anche dalla console Intellivision. Differentemente dall'Intellivision (che usava il cosiddetto "Gimini full range 8900 programmable game set"), per il sonoro e la gestione video usava il chip AY-3-8800 che è molto meno potente: i giochi potevano essere solo di tipo testuale. La console ha 4 giochi built-in e uno slot per introdurre le cartucce (ne sono state prodotte solo 4). Il sistema è stato prodotto in pochissimi esemplari (si ipotizza 500 dai numeri di serie) e oggì è estremamente rara. La console è l'unica conosciuta ad utilizzare il "Gimini mid range 8950 programmable game set" descritto nel libro dei prodotti Gimini del 1978 (il codice 8950 riportato nel libro è stato poi cambiato in 8800).  La console è stata emulata dall'emulatore MAME.. La console è stata venduta anche sul mercato giapponese con il nome "Casino TV Games" agli inizi del 1979
| Nome            | Numero   | Numero di serie | Anno | Giochi                | Pistola ottica | Prodotta  | Chip                                         |
| --------------- | -------- | --------------- | ---- | --------------------- | -------------- | --------- | -------------------------------------------- |
| Sportsman T101  | T101     | ?               | 1976 | 4                     | No             | Hong Kong | AY-3-8500                                    |
| Tournament 100  | T100     | 023410          | 1976 | 4                     | No             | Hong Kong | AY-3-8500                                    |
| Tournament 102  | T102     | 01033           | 1976 | 4                     | No             | Hong Kong | 4 giocatori, potrebbe essere il MPS-7600-001 |
| Tournament 150  | T150     | 016621          | 1976 | 6                     | Si             | Hong Kong | AY-3-8500                                    |
| Tournament 200  | ?        | ?               | 1976 | 4                     | No             | Hong Kong | AY-3-8500                                    |
| Tournament 1000 | T-1000   | ?               | 1977 | 4                     | No             | Hong Kong | AY-3-8500                                    |
| Tournament 2000 | T2000-JR | 0196566         | 1977 | 6                     | Si             | Giappone  | AY-3-8500                                    |
| Tournament 2501 | ?        | ?               | 1977 | 6                     | Si             | ?         | AY-3-8500                                    |
| Olympian 2600   | ?        | ?               | 1978 | 10                    | Si             | Giappone  | AY-3-8600 AY-3-8615(aggiunge i colori)       |
| Champion 2711   |          |                 | 1978 | 4 built-in 4 cartucce | No             |           | CP-1610(CPU) AY-3-8800(video & sonoro)       |

### Giochi del Champion 2711
| Gioco                                 | Anno | Cartuccia | Chip            | Numero Giocatori |
| ------------------------------------- | ---- | --------- | --------------- | ---------------- |
| Baccarat I                            | 1977 | Built-In  | RO-3-9501-01009 | 1                |
| Baccarat II                           | 1977 | Built-In  | RO-3-9501-01009 | 2                |
| Blackjack I                           | 1977 | Built-In  | RO-3-9501-01009 | 1                |
| Blackjack II                          | 1977 | Built-In  | RO-3-9501-01009 | 2                |
| 5 Card Stud                           | 1977 | PAC-02    | RO-3-9500-02007 | 1                |
| 7 Card Stud                           | 1977 | PAC-02    | RO-3-9500-02007 | 1                |
| Draw Poker                            | 1977 | PAC-02    | RO-3-9500-02007 | 1                |
| Showdown Poker                        | 1977 | PAC-02    | RO-3-9500-02007 | 2                |
| Bingo                                 | 1977 | PAC-03    | RO-3-9500-02010 | 1 o 2            |
| Cardgammon                            | 1977 | PAC-03    | RO-3-9500-02010 | 2                |
| Concentration                         | 1977 | PAC-03    | RO-3-9500-02010 | 2                |
| Mindbender                            | 1977 | PAC-03    | RO-3-9500-02010 | 1                |
| Acey/Deucey                           | 1977 | PAC-04    | RO-3-9500-02011 | 2                |
| Dig (o Crazy Eight)                   | 1977 | PAC-04    | RO-3-9500-02011 | 1                |
| Steal the Old Man's Pack              | 1977 | PAC-04    | RO-3-9500-02011 | 1                |
| War 1                                 | 1977 | PAC-04    | RO-3-9500-02011 | 1                |
| War 2                                 | 1977 | PAC-04    | RO-3-9500-02011 | 2                |
| Additions                             | 1977 | PAC-5     | RO-3-9500-02008 | 1                |
| Divisions                             | 1977 | PAC-5     | RO-3-9500-02008 | 1                |
| Mixed (casualmente uno degli altri 4) | 1977 | PAC-5     | RO-3-9500-02008 | 1                |
| Multiplications                       | 1977 | PAC-5     | RO-3-9500-02008 | 1                |
| Subdivisions                          | 1977 | PAC-5     | RO-3-9500-02008 | 1                |

Tutte le cartucce sono memorizzate in ROM da 2 Kb (anche il Built-in)